# Zirándaro
Zirándaro è un comune del Messico, situato nello stato di Guerrero, il cui capoluogo è la località di Zirándaro de los Chávez.
Conta 18.031 abitanti (2020) e ha una estensione di 2.145,6 km².